# Новозибківський повіт
Новози́бківський пові́т — адміністративно-територіальна одиниця Чернігівської губернії. Повітове місто — Новозибків.
Повіт лежав у північній частині губернії і межував на півночі з Суразьким, сході Стародубським, південному сході Новгород-Сіверським, півдні Сосницьким, південному заході Городнянським повітами Чернігівської губернії і Могильовською губернією на заході. Площа повіту становила 3354,9 верст² (3818 км²).

## Адміністративний поділ

Мапа повіту

Повіт поділявся на 3 стани і 11 волостей:
| Волость                                 | Волосний центр                  | Кількість сільських общин |
| --------------------------------------- | ------------------------------- | ------------------------- |
| І стан                                  |                                 |                           |
| Білоколодязька                          | Білий Колодязь                  | 22                        |
| Великотопальська                        | Велика Топаль                   | 42                        |
| Лакомобудська                           | Лакома Буда                     | 25                        |
| Брахлівська (з 1918 р. — Чорнооківська) | Брахлів (з 1918 р. — Чорнооків) | 57                        |
| ІІ стан                                 |                                 |                           |
| Новоропська                             | Новий Ропськ                    | 31                        |
| Семенівська                             | Семенівка                       | 12                        |
| Куршановицька                           | Куршановичі                     | 17                        |
| ІІІ стан                                |                                 |                           |
| Людковська                              | Людкове                         | 33                        |
| Новобобовицька                          | Нові Бобовичі                   | 6                         |
| Денисковицька                           | Денисковичі                     | 9                         |
| Малощербинецька                         | Малі Щербиничі                  | 16                        |

та міста Новозибків зі слободою Людков, посади Злинка, Климів, Митьківка, Чуровичі, Шеломи.

## Населення
За працею російського військового статистика Олександра Ріттіха «Племенной состав контингентов русской армии и мужского населения Европейской России» 1875 року частка українців серед чоловіків призовного віку повіту становила 66 %, росіян — 30 %, білорусів — 2 %, євреїв — 1 %, поляків — 0,01 %, циган — 0,01 %, німців — 0,003 %.
Згідно з переписом населення Російської імперії 1897 року в повіті проживало 164 840 осіб. Згідно з відверто сфальшованими даними 1-го Всеросійського перепису (по Стародубщині в цілому й повіту зокрема) з них 94,16 % — зарахували до російськомовного населення, 0,2 % — до білоруськомовного населення, 5,38 % становили євреї. Про сфальшованість каже передусім те, що за всіма 10 попередніми ревізіями населення українці становили абсолютну більшість населення повіту, зокрема за даними останньої 10-ї ревізії населення 1858 року кількість українців у повіті становила 74,8 тисячі осіб, або 66,7 %, менш спотвореними та все одно вкрай необ'єктивними були дані Всеросійського перепису населення 1917 року, коли в повіті нарахували 43,8 тисячі україномовних громадян, що становило 25,6 %
. Зіставними з цими, враховуючи те, що частина українців були російськомовними, виглядають дані перших двох переписів населення СРСР. Так, за даними Всесоюзного перепису 1920 року українці Стародубського повіту становили 43 771 (36,8 %), а за подібним переписом 1926 року нараховано вдвічі менше українців — 24 863 особи, або 16 %. Такі дані видатний український географ і демограф Володимир Кубійович піддавав істотним сумнівам.

## Персоналії
- Галайда (Поляков) Дмитро Якович — підполковник Армії УНР.